# الی آلدریج
الی آلدریج (انگلیسی: Ellie Aldridge؛ زادهٔ ۲۹ دسامبر ۱۹۹۶) قایقران زن قایق بادبانی اهل بریتانیا است.
وی در مسابقات کشوری و بین‌المللی در مجموع برندهٔ ۱ مدال طلا شده است.